# روب لوك
روب لوك (بالإنجليزية: Rob Lock)‏ مواليد 22 مايو 1966 في ريدلي، هو لاعب كرة سلة أمريكي معتزل. بدأ مسيرته الاحترافية في سنة 1988. تم اختياره من قبل فريق لوس أنجلوس كليبرز خلال الدرافت. حمل الرقم 44. يبلغ طوله 7 قدم 2 بوصة (2.2 م). اعتزل اللعب في 1996.

## المسيرة الاحترافية
لعب مع فيولا ريدجو كالابريا في الدوري الإيطالي في موسم 1988–1989، ثم لعب مع لوس أنجلوس كليبرز في سنة 1989، ثم لعب مع نادي مونتكاتيني الرياضي في موسم 1993–1994، ثم لعب مع ليموج سي إس بي في الدوري الفرنسي في سنة 1994، ثم لعب مع نادي سانت جوسيب لكرة السلة في الدوري الإسباني من سنة 1994 إلى 1996.

## روابط خارجية
- روب لوك على موقع إن بي أي (الإنجليزية)
- روب لوك على موقع سبورتس رفرنس (الإنجليزية)
- روب لوك على موقع الدوري الإسباني لكرة السلة (الإسبانية)
- روب لوك على موقع كلية كرة السلة في سبورتس رفرنس.كوم (الإنجليزية)
- روب لوك على موقع ريلجم (الإنجليزية)
- روب لوك على موقع بروبوليرز (الإنجليزية)